# Ligota Oleska
Ligota Oleska (dodatkowa nazwa w j. niem. Ellguth) – wieś w Polsce, położona w województwie opolskim, w powiecie oleskim, gminie Radłów.
W latach 1975–1998 miejscowość należała administracyjnie do województwa częstochowskiego.

## Integralne części wsi
| SIMC    | Nazwa  | Rodzaj |
| ------- | ------ | ------ |
| 0144325 | Psurów | Osada  |

## Historia
Do głosowania podczas plebiscytu uprawnionych było w Ligocie Oleskiej 399 osób, z czego 315, ok. 78,9%, stanowili mieszkańcy (w tym 314, 78,7% całości, mieszkańcy urodzeni w miejscowości). Oddano 388 głosów (ok. 97,2% uprawnionych), w tym 388 (100%) ważnych; za Polską głosowało 217 osób (ok. 55,9%), a za Niemcami 171 osób (ok. 44,1%). 1 kwietnia 1939 roku miejscowość włączono do Sternalic.
Wedle spisu z 1910 w miejscowości mieszkało 564 Polaków, natomiast w dworze – 54 Polaków. W 1925 w miejscowości mieszkało 596 osób, a w 1933 – 576 osób.